# 张富生
张富生（1950年—），天津人，汉族，中华人民共和国政治人物、第十一届全国人民代表大会广东地区代表。

## 生平
毕业于武汉交通科技大学运输管理专业。加入中共。2008年，担任全国人大外事委员会委员，中国远洋运输（集团）总公司党组书记、副总裁。